# 에르글리시

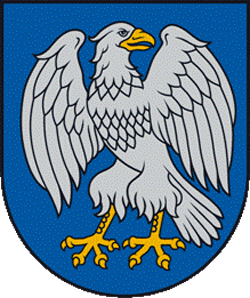
시 문장

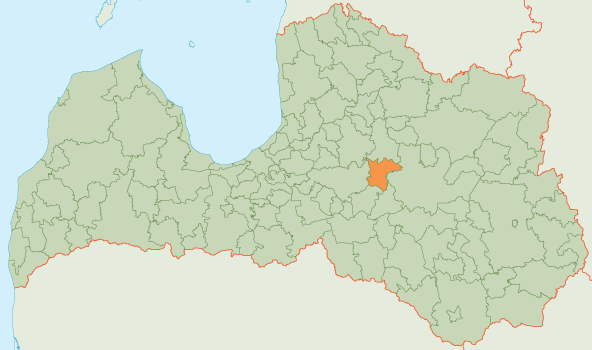
에르글리 시의 위치

에르글리시(라트비아어: Ērgļu novads)는 라트비아의 지방 자치체로 행정 중심지는 에르글리이며 면적은 379.5km2, 인구는 3,570명(2009년 기준), 인구 밀도는 9.4명/km2이다. 3개 교구를 관할한다.

## 같이 보기
- 라트비아의 행정 구역